# Apostolos Nanos
Apostolos Nanos, grški lokostrelec, * 5. februar 1966. 
Sodeloval je na lokostrelskem delu poletnih olimpijskih igrah leta 2004, kjer je osvojil 57. mesto v individualni in 13. mesto v ekipni konkurenci.